# Tropidomantis iridipennis
Tropidomantis iridipennis är en bönsyrseart som beskrevs av John Obadiah Westwood 1889. Tropidomantis iridipennis ingår i släktet Tropidomantis och familjen Iridopterygidae. Inga underarter finns listade i Catalogue of Life.